# ألفارو خورادو
ألفارو خورادو إسبينوزا (بالإسبانية: Álvaro Jurado)‏ (مواليد 5 سبتمبر 1981 في قرطبة، أندلوسيا) هو لاعب كرة قدم محترف إسباني، يلعب في مركز خط الوسط الدفاعي.

## وصلات خارجية
- ألفارو خورادو على موقع قاعدة بيانات كرة القدم.إي يو (الإنجليزية)
- ألفارو خورادو على موقع Soccerway.com (الإنجليزية)

- BDFutbol profile
- Futbolme profile (بالإسبانية)
- Transfermarkt profile
- Lapreferente profile (بالإسبانية)